# Chickasaw, Ohio
Chickasaw là một làng thuộc quận Mercer, tiểu bang Ohio, Hoa Kỳ. Năm 2010, dân số của làng này là 290 người.

## Dân số
- Dân số năm 2000: 364 người.
- Dân số năm 2010: 290 người.